# حرف ثامر (الشغادرة)

تعديل مصدري - تعديل

حرف ثامر هي إحدى قرى عزلة المسواح بمديرية الشغادرة التابعة لمحافظة حجة، بلغ تعداد سكانها 181 نسمة حسب تعداد اليمن لعام 2004.